# 岡田麿里

\

-->
-->
岡田麿里（日语：／ Okada Mari，1976年4月23日—），日本女性編劇、導演，主要担当动画的剧本和系列构成。日本劇本家連盟會員。出身于埼玉縣秩父市。于1996年以创作video电影剧本出道，后专注以电视动画、动画电影等作品编写剧本，代表作有《機動戰士高達 鐵血的孤兒》、《真实之泪》、《虎與龍》、《花开伊吕波》、《我们仍未知道那天所看见的花的名字》、《好想大聲說出心底的話。》、《騷亂時節的少女們。》 等。于2011年10月16日冈田麿里获得第16届神户动画个人奖。2017年4月12日出版自传《学校へ行けなかった私が「あの花」「ここさけ」を書くまで》。
2018年動畫電影《道別的早晨就用約定之花點綴吧》為個人首度執導與編劇的作品。

## 早年经历
冈田麿里于1976年5月3日在日本埼玉县秩父市出生，父母在3岁时离婚了，离婚后与她母亲和外公一起生活。冈田从小就是不擅长表达自己想法的孩子，一进入小学就被同学欺负。到了五年级开始就一直不上学。造就了内向的性格。
从初一到高中毕业也没上多少次学，在不上学的时候，曾被自己的初中语文老师鼓励参加征文比赛，同时被自己的高中老师推荐阅读各种“关系复杂”的小说并写读后感，她通过阅读这些书籍缓解自己的精神压力。
在高中毕业以后冈田决定去电脑游戏的专门学校学习，并于1995年春去了东京。她在游戏学校的专业是游戏剧本，当时她对此充满了兴趣。在毕业前，冈田参加了video电影剧本的募集，并被采用。于是冈田就此出道。

## 作品列表

### 电视动画
原作
- 我們仍未知道那天所看見的花的名字。 （2011年）
- 碎之星 （2011年）
- 飛龍女孩 （2018年）

劇本統籌
- 砂沙美魔法少女俱樂部 第1季 （2006年）
- 砂沙美魔法少女俱樂部 第2季 （2006年）
- 獻上女神的祝福!（日语：護くんに女神の祝福を!）（2006年）
- 萌少女的恋爱时光 （2007年）
- Sketch book～素描簿～ （2007年）
- 真實之淚 true tears （2008年）
- 吸血鬼騎士 （2008年）
- 黑執事 （2008年）
- 吸血鬼騎士 Guilty （2008年）
- 龍與虎（2008年）
- CANAAN （2009年）
- 戰鬥司書 （2009年）
- 黑執事Ⅱ （2010年）
- 半妖少女 綺麗譚 （2010年）
- GOSICK （2011年）
- Fractale （2011年）
- 放浪男孩 （2011年）
- 花開物語 （2011年）
- 我们仍未知道那天所看见的花的名字。 （2011年）
- 創聖機械天使EVOL （2012年）
- BLACK★ROCK SHOOTER（2012年）
- AKB0048（2012年）
- 櫻花莊的寵物女孩（2012年）
- 絕園的暴風雨 （2012年）
- AKB0048 Next Stage （2013年）
- 來自風平浪靜的明天 （2013年）
- selector infected WIXOSS（2014年）
- selector spread WIXOSS（2014年）
- M3〜其為黑鋼〜（2014年）
- 幸腹涂鸦（2015年）
- 機動戰士鋼彈 鐵血的孤兒 （2015年）
- 迷家 （2016年）
- 制約之絆 （2016年）
- 飛龍女孩 （2018年）
- 騷亂時節的少女們。 （2019年）漫畫原作

剧本
- DT戰士（日语：DTエイトロン）（1998年）
- 天使的尾巴 （2001年）
- 哈姆太郎 （2003年-2005年）
- 超激力戰鬥車Nitro（日语：クラッシュギアNitro） （2003年）
- 波波罗王国 （2003年）
- 北方戀曲 （2004年）
- モリゾーとキッコロ （2004年）
- 今日大魔王! （2004年）
- 薔薇少女 （2004年）
- BASILISK甲賀忍法帖 （2005年）
- 薔薇少女～彷如夢境～ （2005年）
- Canvas2～彩虹色的圖畫～ （2005年）
- 動物橫町 （2005年）
- 怪俠索羅利 第二季 （2005年）
- 南の島の小さな飛行機 バーディー（日语：南の島の小さな飛行機 バーディー）（2006年）
- Fate/stay night （2006年）
- ARIA The NATURAL （2006年）
- SIMOUN （2006年）
- RED GARDEN （2006年）
- 黑執事 （2008年）
- 今日大魔王!第三季 （2008年）
- DARKER THAN BLACK-流星之雙子- （2009年）

### OVA
- デッドガールズ（日语：デッドガールズ）（2007年）
- 萌少女的恋爱时光（单行本同梱OVA） （2007年）
- 浪客剑心 新京都編 （2011年）※先以剧场版形式公开

### 劇場版动画
導演
- 道別的早晨就用約定之花點綴吧（2018年）
- 愛麗絲與特蕾絲的虛幻工廠（2023年）

剧本
- 怪杰佐罗力 谜之宝物大作战（日语：まじめにふまじめ かいけつゾロリ#なぞのお宝大さくせん） （2006年）
- 肉桂狗 the Movie （2007年）※與杉井儀三郎協作
- 好想大聲說出心底的話。 （2015年）
- 戰鬥少女選擇者（2016年）
- 知道天空有多藍的人啊（2019年）
- 只想受到你的歡迎（2019年）
- 想哭的我戴上了貓的面具（2020年）
- 心之觸碰。（2024年）

### 广播剧CD
- ARIA The NATURAL 广播剧CDII （2006年）
- ARIA The NATURAL 完美指南（パーフェクトガイドブック） （2006年）
- Sketch book～素描簿～ 广播剧CD Sketch Book Stories ～前夜祭～ （2007年）
- 广播剧CD （2009年）

### V-Cinema
- （2000年）

### 小説
- ARIA 四季的风的赠礼 （2008年）
- 我们仍未知道那天所看见的花的名字。 （2011年）
- 爱丽丝和特蕾丝的梦幻工厂（2023年）

### 漫画原作
- 騷亂時節的少女們。（2017年、作畫：繪本奈央）

### 作詞
- （与菊地創共同）（歌：石動乃絵（高垣彩陽））（2008年）
- Holy Night（歌：逢坂大河（釘宮理恵）、川嶋亚美（喜多村英梨））（2008年）
- （歌：宁宁（高垣彩陽））（2009年）
- （歌：宁宁（高垣彩陽））（2009年）
- You will rule the world （歌：锡巴斯查恩·米加艾里斯（小野大輔））（2010年）
- （歌：锡巴斯查恩·米加艾里斯（小野大輔））（2010年）
- （歌：三月的Phantasia）（2016年）
- （歌：TrySail）（2017年）

## 註解
1. ↑  . . （原始内容存档于2011-10-07）.
2. ↑  . P.A.WORKS Blog. 2011-04-21. （原始内容存档于2013-09-28）.
3. ↑  村田秀雄. .  (). 2011-08-05. （原始内容存档于2017-04-10）.
4. ↑  . Anime News Network. 2018-08-10  [2018-11-16]. （原始内容存档于2018-11-26）.
5. ↑  . The Irish Times. 2018-06-22  [2018-11-16]. （原始内容存档于2018-11-26）.

## 延伸阅读
- TVアニメ「シムーン」公式サイト 西村純二×岡田麿里インタビュー （页面存档备份，存于）
- TORNADO BASE / 特集・西村純二×岡田麿里
- TVアニメ「ブラックロックシューター」公式サイト 岡田麿里インタビュー
- ノイタミナクリエイターズインタビュー 岡田麿里 （页面存档备份，存于）
- 花咲くいろは スペシャルインタビュー 堀川憲司×岡田麿里 （页面存档备份，存于）
- 岡田麿里インタビュー：「M3～ソノ黒キ鋼～」（シリーズ構成）前編　“サトジュンの「黒さ」が発揮されている” （页面存档备份，存于）
- 岡田麿里インタビュー：「M3～ソノ黒キ鋼～」（シリーズ構成）後編　“中二病っぽさは求められると逆に逃げる” （页面存档备份，存于）
- 日本を号泣させた長井龍雪と岡田麿里 青春アニメのセオリーを語る （页面存档备份，存于）
- 「機動戦士ガンダム 鉄血のオルフェンズ」特集 長井龍雪監督×シリーズ構成・岡田麿里 対談 （页面存档备份，存于）
- 『さよならの朝に約束の花をかざろう』100％というのは挑戦することで達成できるもの 岡田麿里インタビュー （页面存档备份，存于）
- 『あの花』『ここさけ』を経て、岡田麿里はなぜファンタジー大作を描いたのか？　監督初挑戦で臨んだ『さよ朝』誕生秘話 （页面存档备份，存于）
- 『さよ朝』はいかにして生まれたか。岡田麿里、模索と挑戦の3年間。 （页面存档备份，存于）
- 2/24（土）公開『さよならの朝に約束の花束をかざろう』岡田麿里監督、堀川憲司プロデューサーにインタビュー （页面存档备份，存于）
- 「さよならの朝に約束の花をかざろう」岡田麿里監督インタビュー ファンタジーの世界で“親子”を描いた理由とは （页面存档备份，存于）
- 映画『さよならの朝に約束の花をかざろう』岡田麿里監督インタビュー （页面存档备份，存于）
- 「あの花」「ここさけ」の岡田麿里初監督作品「さよならの朝に約束の花をかざろう」インタビュー （页面存档备份，存于）

## 外部連結
- 岡田麿里在動畫新聞網百科全書中的資料（英文）
- Mari Okada在互联网电影资料库（IMDb）上的資料（英文）